# والتر جويس
والتر جويس (بالإنجليزية: Walter Joyce)‏ (10 سبتمبر 1937 بأولدهام في المملكة المتحدة - 29 سبتمبر 1999 بليفربول في المملكة المتحدة) هو مدرب كرة قدم ولاعب كرة قدم بريطاني في مركز نصف الجناح. لعب مع أولدهام أثلتيك وبلاكبيرن روفرز ونادي بيرنلي.

## وصلات خارجية
- والتر جويس على موقع قاعدة بيانات كرة القدم.إي يو (الإنجليزية)
- والتر جويس على موقع Soccerbase.com (مدرب) (الإنجليزية)